# Child's Play (2019)
Child's Play is een Amerikaanse horrorfilm uit 2019 geregisseerd door Lars Klevberg. De productie is een remake van de gelijknamige film uit 1988 en de achtste film in de franchise die daarmee begon. Het is de eerste Child's Play waarin Brad Dourif niet de stem van de pop Chucky inspreekt.
Deze Child's Play is verhaaltechnisch geen onderdeel van de originele reeks. Metro-Goldwyn-Mayer heeft de rechten op het eerste deel, terwijl Universal Studios die heeft op alle vervolgen.

## Verhaal
Het bedrijf Kaslan Corporation produceert een lijn speelgoedpoppen genaamd 'Buddi'. Dit zijn technologisch geavanceerde poppen die op eigen vermogen leren van alles wat ze zien en horen. Dit om zo goed mogelijk afgestemd te raken op de omgeving en behoeften van hun eigenaar. Daarnaast zijn de Buddi's in staat om via de cloud andere producten van Kaslan te bedienen.
Op een Buddi-fabriek in Vietnam krijgt een medewerker ontslag. Voor hij zelfmoord pleegt, maakt hij in één pop alle veiligheidsprotocols onklaar. Deze Buddi gaat ongemerkt zo mee op transport voor verkoop. Karen Barclay werkt in een speelgoedwinkel in Amerika. Ze is pas met haar dertienjarige, slechthorende zoon Andy in een woning getrokken en heeft niet veel te besteden. Wanneer een klant een Buddi terugbrengt met een klacht over het functioneren, komt Karen erachter dat geretourneerde poppen worden teruggestuurd voor vernietiging. Ze krijgt haar leidinggevende zo ver dat ze een van die poppen mee naar huis mag nemen als verjaardagscadeau voor Andy.
Andy probeert de pop Han Solo te noemen, maar door een technische storing geeft die zichzelf de naam Chucky. Hij hecht zich aan de jongen en de twee worden steeds onafscheidelijker. Omdat Chucky taal reproduceert die hij niet hoort te kunnen leren, valt hij op bij buurtkinderen Falyn en Pugg. Zo maakt Andy ook twee echte vrienden. Door het ontbreken van veiligheidsprotocollen, leert Chucky nog meer dingen die niet de bedoeling zijn. Hij wordt enorm beschermend ten opzichte van Andy en begint na het meekijken naar The Texas Chainsaw Massacre 2 scènes uit die film na te doen.
Een dag na het zien van de The Texas Chainsaw Massacre 2 vindt Andy zijn kat terug in een plas bloed. Chucky geeft toe dat hij dit heeft gedaan omdat het dier Andy had gekrabt. Daarna richt hij zich op Shane, de nieuwe vriend van Karen. Chucky ziet dat Andy niets van hem wil weten en hoort hem wensen dat Shane verdwijnt. Hij volgt hem daarom naar huis, waar hij een vrouw en kinderen blijkt te hebben. Wanneer Shane kerstverlichting aan het verwijderen is, trekt Chucky de ladder onder hem vandaan. Hierbij breekt hij allebei zijn benen. Daarna activeert Chucky een elektrische helmstok, die hem scalpeert. De volgende dag geeft hij Andy een meloen met Shane's gezichtshuid erop gespijkerd.
Andy, Falyn en Pugg maken Chucky onklaar en gooien hem bij het vuil. Conciërge Gabe vist hem hieruit en repareert hem. Hij hoopt zo wat geld te verdienen op eBay. Chucky vermoordt hem met behulp van een tafelzaag. Hij zorgt er daarna voor dat hij onder een andere naam in het bezit komt van Andy's buurtgenoot Omar. Hij doodt Andy's buurvrouw Doreen door haar te laten verongelukken in een zelfrijdende auto. Andy kan zijn moeder er niet van overtuigen dat Chucky achter de moorden zit. Ze neemt hem mee naar het winkelcentrum, waar ze aanwezig moet zijn bij de lancering van de 'Buddi 2'. Ook politieagent Mike Norris komt hiernaartoe. Hij verdenkt Andy van de moorden.
Tijdens de presentatie van de Buddi 2-lijn, neemt Chucky het gebouw over. Hij sluit de elektronische uitgangen af, brengt een leger aan Buddi's tot leven en laat drones voorzien van scheermessen los op de menigte. Vluchtend tussen de doden en gewonden, bereikten Andy, Falyn en Pugg een uitgang. Andy gaat echter terug wanneer blijkt dat Chucky zijn moeder heeft gevangen. Hij weet te voorkomen dat ze omkomt aan het eind van een strop. Daarna verslaat hij Chucky door hem in zijn voedingsbron te steken. Om er zeker van te zijn dat hij dood is, gaan Andy, Falyn en Pugg het levenloze lichaam van Chucky daarna nog te lijf met knuppels en voorhamers.

### Epiloog
De directeur van Kaslan laat in een televisie-interview weten dat zijn bedrijf voorlopig geen Buddi's op de markt brengt. Een van de poppen in een winkelschap grijnst terwijl zijn ogen rood oplichten.

## Rolverdeling
- Mark Hamill - Chucky (stem)
- Gabriel Bateman - Andy
- Aubrey Plaza - Karen
- Trent Redekop - Gabe
- Beatrice Kitsos - Falyn
- Ty Consiglio - Pugg
- David Lewis - Shane
- Amro Majzoub - Wes
- Tim Matheson - Henry Kaslan
- Carlease Burke - Doreen
- Brian Tyree Henry - Mike Norris